# Lepanthes helcium
Lepanthes helcium är en orkidéart som beskrevs av Carlyle August Luer och Alexander Charles Hirtz. Lepanthes helcium ingår i släktet Lepanthes och familjen orkidéer. Inga underarter finns listade i Catalogue of Life.